# لغة نابا
```
نابا
 هي 
لغة نيلية صحراوية
 يتحدث بها 300000 شخص في 
تشاد
 . يُطلق على من يتحدثون هذه اللغة اسم ليزي، وهو اسم جماعي لثلاث مجموعات عرقية مرتبطة ارتباطًا وثيقًا، وهي بيلالا وكوكا وميدوغو، التي تمثل اللهجات الثلاث التي تنقسم إليها نابا. إنهم يعيشون بشكل رئيسي في 
محافظة البطحة
، لكن الكوكا أيضًا في 
تشاري باقرمي
 . يقدر 
إثنولوجيون
 أن التشابه المعجمي بين اللهجات الثلاث لا يقل عن 99 ٪. 
العربية
 غالبا ما تعرف كلغة ثانية.
```

## روابط خارجية
- ورقة عن جوانب حياة بيلالا